# おがくず

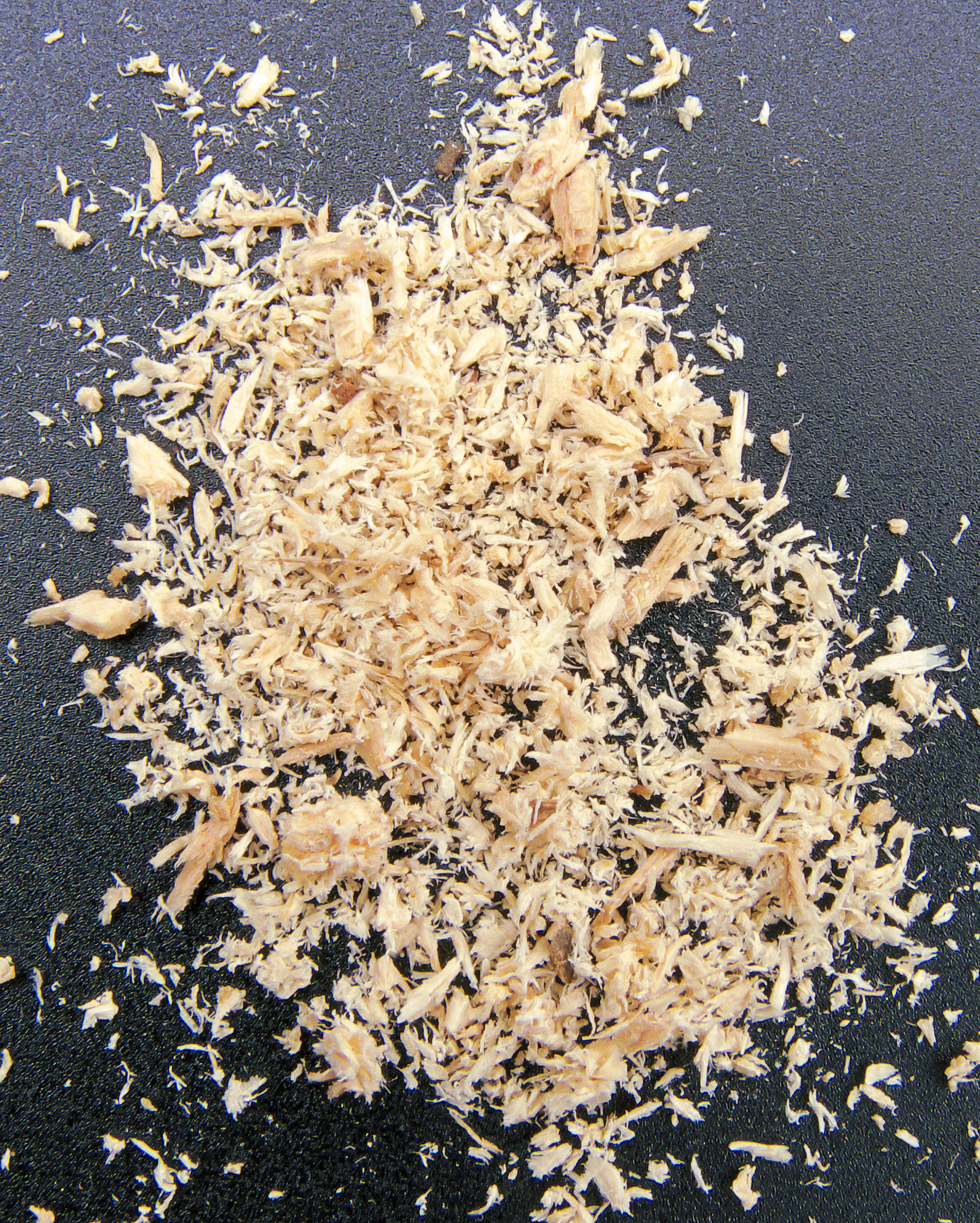
おがくず

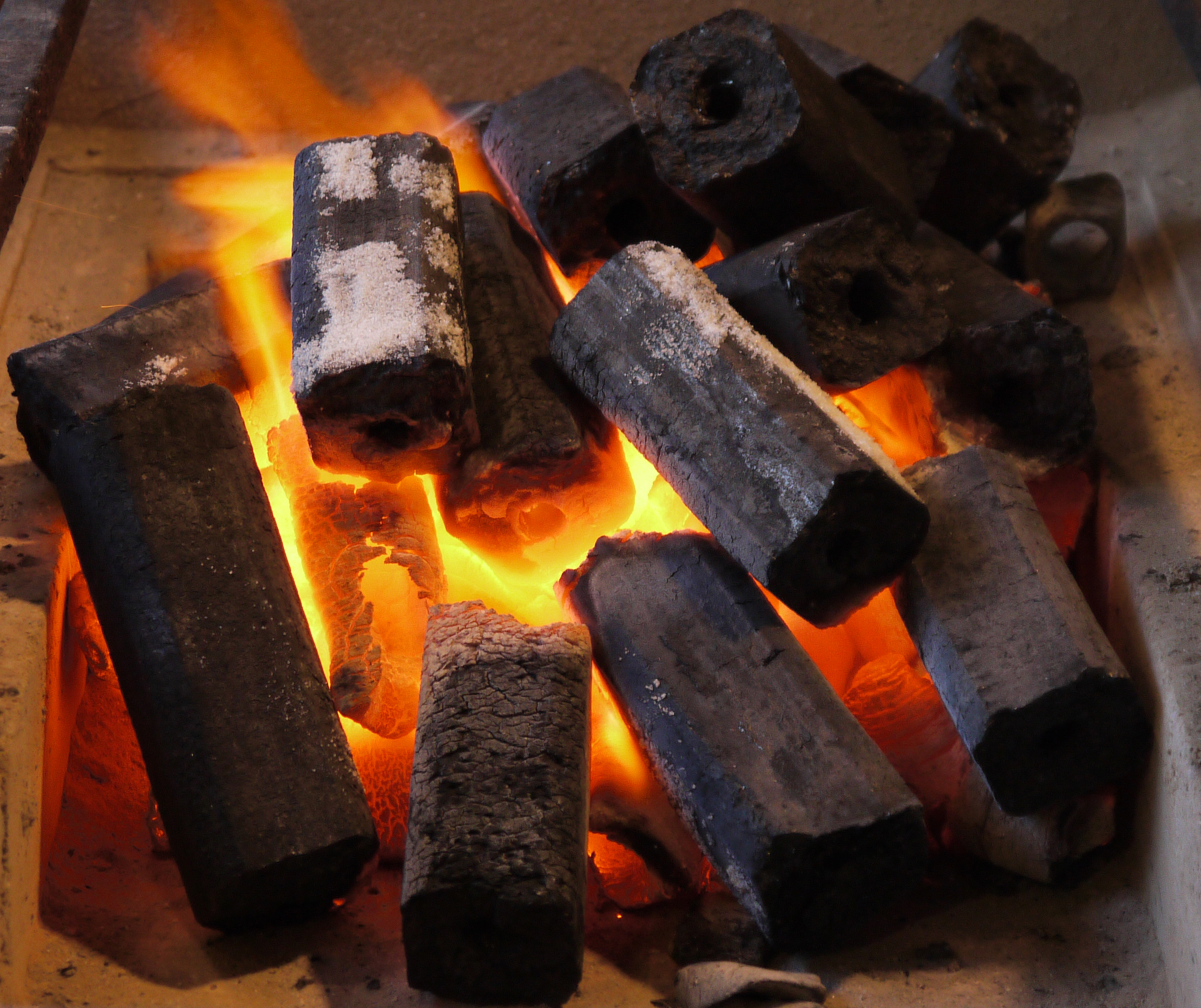
オガ炭

おがくず（大鋸屑、英: Sawdust ［saw 鋸 + dust 屑］）とは、ノコギリなどで木材を加工するときに生じる目の細かい木屑。大鋸（おが）は、丸太から板を切り出すための大型鋸のことである。製材所などでは製材を経て原料材の約7%はおがくずとなるため、日常的に大量に発生する。なお、鉋で削った屑はカンナクズという。
日本では高度成長期はオガライトへの加工によって一定の消費が見られたが、石油やガスにエネルギー需要が移ったことにより、多くが焼却処分せざるを得ない状況が続いている。現在は法令などの強化に伴い、処分や利用方法などが課題となっている。

## 用途
- 燃料としても注目され、固形化されたオガライトは、風呂などの燃料として戦後は普通に目にする存在だった。その後、家庭用ガスや灯油などの普及により、需要は激減した。オガライトを木炭化したオガ炭は、昨今、炭火焼をセールスポイントとする飲食店での需要が高まっているが、製造コストの点から多くが中国やそのほかアジア各国産炭であり、国内産は高品質であるが製造流通量は少ない。
- 顔だけ出しておがくずに埋まる酵素浴に使用される[2][3][4]。
- クワガタムシなどの甲虫類の飼育にも使用されるが、腐植土を食べるカブトムシの幼虫には製材所から生じたばかりのおがくずは使用できない[5][6][7]。
- エノキタケ、ナメコ、シイタケなどのキノコ栽培の培地などにも用いられているが、大手メーカーでは品質を安定させるために特定の樹種を1本丸ごと粉砕し、最初からおがくずとして製造されているものを用いる場合がほとんどである。
- おがくずを貯めた場所は湿度がある程度は一定に保たれるため、エビやカニが比較的長時間生きており、出荷に使われている。
- ペレット化し、畜産やペットの敷物としても利用される。
- 梱包の際に緩衝材として使われることもあるが、化学薬品には可燃物と接触すると発火するものもあるため、その場合は事故につながる[注 1]。
- 鉄道の駅では嘔吐物の清掃に際し、撒いて水分を吸わせ、処理するために常備している[8]。
- 水洗便所の設置が困難な場所などで用いられるバイオトイレにおいて、排泄物の処理に利用されることがある。おがくずと混ぜられ、撹拌された残渣は堆肥としての使用も可能である。
- 日本の昭和の特撮映画では、怪獣の着ぐるみを造形するための素材として用いられた[9]。おがくずをラテックスに混ぜたものを表面へ叩きながら塗ることにより、表皮のイガイガを表現している[9]。